# 愛のうた (ストロベリー・フラワーの曲)
「愛のうた」（あいのうた）は、ストロベリー・フラワーの1枚目のシングル。2001年12月6日 に東芝EMIから発売された。

## 解説
任天堂製ゲーム『ピクミン』CMソングとなり、初回出荷は20万枚、累計では90万枚を売り上げた。ストロベリー・フラワーの自己最高の売上のシングルとなる。プラネット週間シングルチャートでは最高1位を記録している。
フランスではジュリエット・キャッツによって『VOS MEILLEURS AMIS - SONG OF LOVE』としてカバーされた。
2003年12月12日発売の音楽ゲーム『ドンキーコンガ』にこの曲が収録されている。
2008年1月31日発売されたゲーム『大乱闘スマッシュブラザーズX』ではステージBGMとして採用された。同年12月には『Wiiであそぶピクミン』のCMソングとして使われた。
2013年にも、同年7月13日発売の『ピクミン3』のCMソングとして使われた。

## 収録曲
（全作詞・作曲：STRAWBERRY FLOWER、編曲：パパダイスケ）
1. 愛のうた [3:06]
2. 涙があふれた [3:56]
3. 愛のうた (INSTRUMENTAL) [3:03]

## カバー
愛のうた
- 五木ひろし（2003年、アルバム『五木ひろしカバー&セルフコレクションズ全16曲 〜おふくろの子守唄〜』収録）
- 村上ゆき（2014年、アルバム『Piano Woman 〜友だちから〜』収録）

## 関連書籍
- 『ピアノ&ギター・ピース 愛のうた/ピクミンCMソング』（2001年12月27日、ドレミ楽譜出版社、ISBN 4-810815-94-3）
- 『ピアノ・ギター・合唱ピース 愛のうた/ストロベリーフラワー』（2002年1月、ケイ・エム・ピー、ISBN 4-773219-15-7）
- あなたに従い尽くす会 編『「愛のうた」ピクミンCMソング替え歌集』（2002年4月、道出版、ISBN 4-944154-68-2）